# Dubrave (Slunj)
Dubrave es una localidad de Croacia en el ejido de la ciudad de  Slunj, condado de Karlovac.

## Geografía
Se encuentra a una altitud de 295 m s. n. m. a 115 km de la capital nacional, Zagreb.

## Demografía
En el censo 2011, el total de población de la localidad fue de 21 habitantes.
| Gráfica de población de Dubrave 1857-2011                           |
|                                                                     |
| Según los censos de población de la oficina estadística de Croacia. |